# Bernardino Zapponi
Bernardino Zapponi (Roma, 4 de septiembre de 1927–íb., 11 de febrero de 2000) fue un novelista y guionista italiano, reconocido principalmente por sus colaboraciones con el cineasta Federico Fellini y sus dos colaboraciones con Tinto Brass.

## Biografía
Zapponi nació en Roma en 1927. Comenzó su carrera literaria escribiendo para Orlando y Marc'Aurelio, dos revistas satíricas italianas muy consolidadas, y más tarde pasó a la radio y la televisión.
Experto en innovación literaria, Zapponi fundó la revista de culto Il Delatore, publicó cuatro novelas, entre ellas Gobal (una famosa colección de cuentos), así como canciones, obras de teatro y sketches teatrales. Reconocido por su trabajo con el director de cine Federico Fellini, también colaboró en películas de Dino Risi, Tinto Brass y coescribió Profondo rosso, de Dario Argento.
Falleció en Roma el 11 de febrero del año 2000.

## Obras

### Novelas
- Gobal
- Trasformazioni
- Nostra Signora dello Spasimo: l'inquisizione e i sistemi inquisitori
- Passione

### Teatro
- Italiani si nasce (1961)
- Se il tempo fosse un gambero (1987)
- La strada (1999)

## Premios y distinciones
Premios Óscar
| Año  | Categoría            | Película | Resultado |
| ---- | -------------------- | -------- | --------- |
| 1977 | Mejor guion adaptado | Casanova | Nominado  |